# 黏滑似鯔銀漢魚
黏滑似鯔銀漢魚，為輻鰭魚綱銀漢魚目似鯔銀漢魚科的其中一種，分布於澳洲北部及新幾內亞南部等地的河口、沿岸、紅樹林等，屬於廣鹽性的物種，所以能適應海水、半鹹淡水、純淡水的流域，體長可達3.5公分，為熱帶淡水魚，棲息在溪流、沼澤底中層水域，成群活動，生活習性不明，可做為觀賞魚。

## 擴展閱讀
維基物種上的相關：黏滑似鯔銀漢魚